# Andreas Bauer
Andreas Bauer detto Andi (Oberstdorf, 21 gennaio 1964) è un allenatore di sci nordico ed ex saltatore con gli sci tedesco. Per gran parte della carriera, prima della riunificazione tedesca (1990), ha gareggiato per la nazionale tedesca occidentale.

## Biografia

### Carriera sciistica
In Coppa del Mondo esordì il 30 dicembre 1980 a Oberstdorf (71°), ottenne il primo podio il 1º gennaio 1982 a Garmisch-Partenkirchen (3°) e l'unica vittoria il 1º gennaio 1987 nella medesima località.
In carriera prese parte a due edizioni dei Giochi olimpici invernali, Sarajevo 1984 (11° nel trampolino normale, 7° nel trampolino lungo) e Calgary 1988 (29° nel trampolino normale, 34° nel trampolino lungo, 6° nella gara a squadre), a quattro dei Campionati mondiali (6° nella gara a squadre di Oberstdorf 1987 il miglior piazzamento), e a una dei Mondiali di volo, Vikersund 1990 (21° nell'individuale).

### Carriera da allenatore
Dopo il ritiro divenne allenatore della Nazionale di sci nordico della Germania, seguendo prima i combinatisti nordici e poi, dalla stagione 2011-2012, la squadra femminile di salto con gli sci.

## Palmarès

### Coppa del Mondo
- Miglior piazzamento in classifica generale: 10º nel 1982
- 6 podi (tutti individuali):
  - 1 vittoria
  - 1 secondo posto
  - 4 terzi posti

#### Coppa del Mondo - vittorie
| Data            | Località               | Nazione        | Trampolino                |
| --------------- | ---------------------- | -------------- | ------------------------- |
| 1º gennaio 1987 | Garmisch-Partenkirchen | Germania Ovest | Große Olympiaschanze K107 |

#### Torneo dei quattro trampolini
- 3 podi di tappa[2]:
  - 1 vittoria
  - 1 secondo posto
  - 1 terzo posto